# Cèstides
Els cèstides (Cestida) són un ordre de ctenòfors de las classe dels tentaculats.

## Taxonomia
L'ordre Cestida inclou una sola família amb dos gèneres i dues espècies:
- Família Cestidae Gegenbaur, 1856
  - Gènere Cestum Lesueur, 1813
    - Cestum veneris Lesueur, 1813

  - Gènere Velamen Krumbach, 1925
    - Velamen parallelum (Fol, 1869)